# Afrita hanem
Afrita hanem (àrab: عفريتة هانم, ʿIfrīta hānim), comercialitzada en anglès com The Genie Lady, Lady Genie o Little Miss Devil, és una pel·lícula de comèdia musical egípcia de 1949 dirigida per Henry Barakat. La trama tracta sobre Asfour, un cantant pobre, interpretat pel músic sirià Farid Al Atrache, que s'enamora d'Aleya, la filla una mica mimada del seu cap.

## Argument
Asfour vol casar-se amb l'Aleya, però el seu pare no permet que el matrimoni es produeixi a causa de l'estatus social d'Asfour. Asfour demana ajuda a un geni, però el geni, una dona anomenada Kahramana, interpretada per la famosa actriu i ballarina egípcia Samia Gamal, s'enamora d'Asfour i intenta manipular els seus desitjos.

## Repartiment
- Samia Gamal: Kahramana / Semsema
- Farid El Atrache: Asfour
- Lola Sedki: Aliya
- Ismail Yasseen: Bou'ou
- Abdel Salam Al Nabulsy: Mimi Bey
- Stephan Rosti: Ishta
- Zeinat Sedki: Warda

## Recepció
Segons el llibre 100 Film Musicals del British Film Institute, Afrita hanem critica la modernitat: «Recorrent totes aquestes pel·lícules (com també passa a tantes pel·lícules índies), que exploren els dilemes morals en contextos familiars burgesos, hi ha un discurs en què la modernitat occidental —cotxes, roba, costums— és vista negativament en relació amb els valors tradicionals. El savi que governa el geni d'Afrita hanem apareix de tant en tant per pronunciar homilies sobre la cobdícia materialista i l'egoisme.»